# نادي إيبيزا
نادي إيبيزا نادي كرة قدم إسباني يلعب في دوري الدرجة الثانية الإسباني يحمل النادي اسم جزيرة إيبيزا التي تأسس بها النادي وهي جزء من جزر البليار ذاتية الحكم في البحر المتوسط التابعة لدولة إسبانيا.